# 二宮城光
二宮 城光（にのみや じょうこう、1954年（昭和29年）1月27日 - ）は、日本の空手家で、国際空手道円心会館の館長である。男性。愛媛県八幡浜市日土町出身。米国コロラド州デンバー在住。

## 来歴
1969年（昭和44年）に極真会館芦原道場（八幡浜）へ入門。並行して高校では柔道の稽古も積む。
第3回オープントーナメント全日本空手道選手権大会に初出場し、三回戦で佐藤勝昭と対戦、判定負けした。第5回全日本選手権ではベスト8進出で盧山初雄と対戦したが判定負け、6位入賞。第1回オープントーナメント全世界空手道選手権大会に出場し、準決勝まで勝ち上がり、佐藤勝昭に判定負け、3位入賞した。
第8回全日本選手権では決勝に進出、秋田支部の佐藤俊和に判定負けし準優勝。そして、第10回全日本選手権では、準決勝で中村誠、決勝で三瓶啓二をそれぞれ判定で下して、優勝した。
世界大会出場後、アメリカのニューヨーク州ホワイト・プレインズに在った大山茂の道場で正式に指導員となり、門下生に稽古指導する傍ら修行する。その後、コロラド州デンバーに自らの極真カラテの道場を開く。
1980年（昭和55年）、師である故・芦原英幸と共に極真会館を脱退、芦原会館米国本部長職を経て、1988年（昭和63年）に円心会館を設立。サバキ空手の普及を進めている。また、サバキ系空手流派の中で、「サバキチャレンジ」という唯一の世界大会を毎年開催している。

## 人物
スポーツジャーナリストの二宮清純とは同窓生。（愛媛県立八幡浜高等学校）
劇画「空手バカ一代」では、芦原英幸の愛弟子「二宮」のモデルの一人となった。（元々のモデルは現・正道会館最高相談役・四国本部長・四国ブロック長にして師範の「二宮博昭」だが、劇画に二宮が登場した直後に選手権大会で城光が台頭してきた事や、元々フルネームでなく、単に「二宮」のみで登場していた事もあり、どちらとも取れる描写となった。）
息子が3人おり、三男の城太はMMAでも活躍している。